# Shin Yorokobi mo Kanashimi mo Ikutoshitsuki
Shin Yorokobi mo Kanashimi mo Ikutoshitsuki (新・喜びも悲しみも幾歳月) é um filme de 1986 dirigido por Keisuke Kinoshita, uma adaptação de um de seu antigo trabalho, Yorokobi mo Kanashimi mo Ikutoshitsuki (1957), que conta a história de um faroleiro e de sua família que levam uma vida como itinerantes. Filmado em 10 faróis diferentes, quatro templos e vários locais pitorescos (incluindo duas das famosas Três Vistas do Japão (日本三景)), o longa captura todo o Japão, de Kyushu a Hokkaido, tendo como propósito secundário ser um diário de viagem em um Japão do início dos anos 1980. É o 48º e último filme de Kinoshita.

## Sinopse
Fujita, um faroleiro da Agência de Segurança Marítima, se prepara para mudar a outro farol quando seu pai e um jovem aprendiz dele aparecem para se despedir, identificando o que será uma história contada ao longo de uma década a partir das perspectivas de 3 gerações de uma família e de suas relações em evolução. O filme acompanha a família em suas provações e tribulações enquanto Fujita se transfere para diferentes faróis ao longo de sua carreira, os filhos crescem e deixam a família para ir à escola e constituir suas próprias famílias, o pai volta para a família quando sua saúde piora e não consegue mais cuidar de si mesmo, ao mesmo tempo que aprendem o valor da família e de cada dia que passam juntos.

## Elenco
- Gō Katō como Yoshiaki Fujita (Sugimoto)
- Reiko Ohara como Asako Fujita (Sugimoto)
- Hitoshi Ueki como Kunio Sugimoto
- Kiichi Nakai como Keijiro Daimon
- Misako Konno como Yukiko Nagao
- Ken Tanaka como Takeshi Nagao
- Yoko Shinoyama como Masako Fujita (Daimon)
- Hayao Okamoto como Eisuke Fujita (Sugimoto)[6]

## Produção
Kinoshita baseou o roteiro de seu filme anterior, Yorokobi mo Kanashimi mo Ikutoshitsuki, em um artigo escrito por Tanaka Kiyo, a esposa de um faroleiro que trabalhava no farol Shioyazaki em Fukushima. O enredo de Yorokobi mo Kanashimi mo Ikutoshitsuki engloba a militarização do Japão durante a Segunda Guerra Mundial e envolve uma sensação de futilidade à medida que o farol fica escuro durante a guerra e as bombas explodem fora da casa da família. Esses temas estão ausentes em Shin Yorokobi mo Kanashimi mo Ikutoshitsuki, que é mais focado em representar o crescente otimismo e prosperidade do Japão na década de 1980, bem como da frustração sentida pela esposa de Fujita, Asako, que é mais capaz de expressar seus pensamentos sobre sua vida como esposa de um faroleiro, em vez de aceitar obedientemente seu destino em Yorokobi mo Kanashimi mo Ikutoshitsuki.
O filme recebeu apoio da então Agência de Segurança Marítima, rebatizada de Guarda Costeira do Japão, já que o longa serve de tributo a agência, que ajudou consideravelmente nas filmagens com, não apenas cedendo o uso dos faróis, mas dando a acesso a um helicóptero Bell 212, e viagens em navios, como os navios-patrulha das classes Zao (PLH-05), Teshio (PM-03 e PM-09) e o navio de treinamento Kojima (PL-21), além da produção receber a apoio da All Nippon Airways, tudo isso resultando em um "lindo diário de viagem", disse o crítico de cinema do Los Angeles Times, Kevin Thomas, sobre os "pontos de beleza intocados na costa do Japão".

## Lançamento
Exibido no Festival de Cinema de Locarno, Shin Yorokobi mo Kanashimi mo Ikutoshitsuki foi lançado internacionalmente nos cinemas em 1986, através da Shochiku, arrecadando modestos ¥395 milhões. As edições em VHS e Laserdisc são escassas, no entanto, os DVDs da região 2 ainda estão disponíveis no Japão pela Shochiku Home Entertainment.
O Criterion Channel incluiu Shin Yorokobi mo Kanashimi mo Ikutoshitsuki entre os seus filmes inaugurais disponíveis para streaming após o lançamento oficial de sua plataforma na primavera de 2019.

## Recepção
Kevin Thomas, em sua crítica para o Los Angeles Times, revelou que o filme era "um título encantadoramente adequado para um hino descaradamente sentimental e antiquado às virtudes duradouras da vida familiar", mas que não poderia ser considerado "mais do que uma pequena obra de um grande diretor, considerado um dos maiores cineastas de seu país."

## Prêmios e indicações
| Prêmio/Festival              | Cerimônia                      | Categoria                | Indicado(s)/Trabalho(s)                     | Resultado | Ref.         |
| ---------------------------- | ------------------------------ | ------------------------ | ------------------------------------------- | --------- | ------------ |
| Prêmios da Academia do Japão | 10th Japan Academy Awards      | Melhor Filme             | Shin Yorokobi mo Kanashimi mo Ikutoshitsuki | Indicado  | [ 13 ] [ 1 ] |
| Prêmios da Academia do Japão | 10th Japan Academy Awards      | Roteiro do Ano           | Keisuke Kinoshita                           | Indicado  | [ 13 ] [ 1 ] |
| Prêmios da Academia do Japão | 10th Japan Academy Awards      | Melhor Ator Coadjuvante  | Hitoshi Ueki                                | Venceu    | [ 13 ] [ 1 ] |
| Prêmios da Academia do Japão | 10th Japan Academy Awards      | Melhor Atriz Coadjuvante | Misako Konno                                | Indicado  | [ 13 ] [ 1 ] |
| Kinema Junpo Film Awards     | 60th Kinema Junpo Film Awards  | Melhor Ator Coadjuvante  | Hitoshi Ueki                                | Venceu    | [ 14 ]       |
| Fumiko Yamaji Film Award     | 11th Fumiko Yamaji Film Awards | 1st Actress Award        | Reiko Ohara                                 | Venceu    | [ 1 ] [ 15 ] |
| Mainichi Film Awards         | 41st Mainichi Film Awards      | Melhor Ator Coadjuvante  | Hitoshi Ueki                                | Venceu    | [ 1 ] [ 16 ] |